# Pyzy (danie)

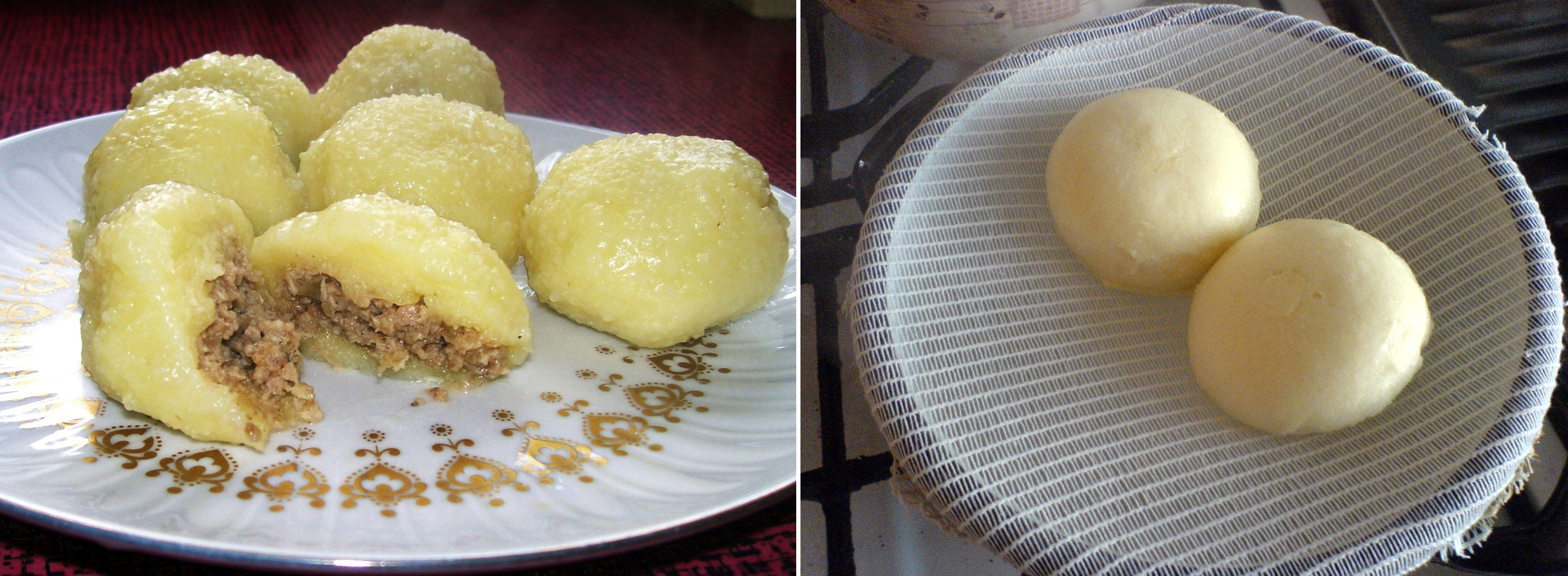
Pyzy ziemniaczane z mięsem (z lewej) oraz pyzy drożdżowe gotowane na parze (z prawej)

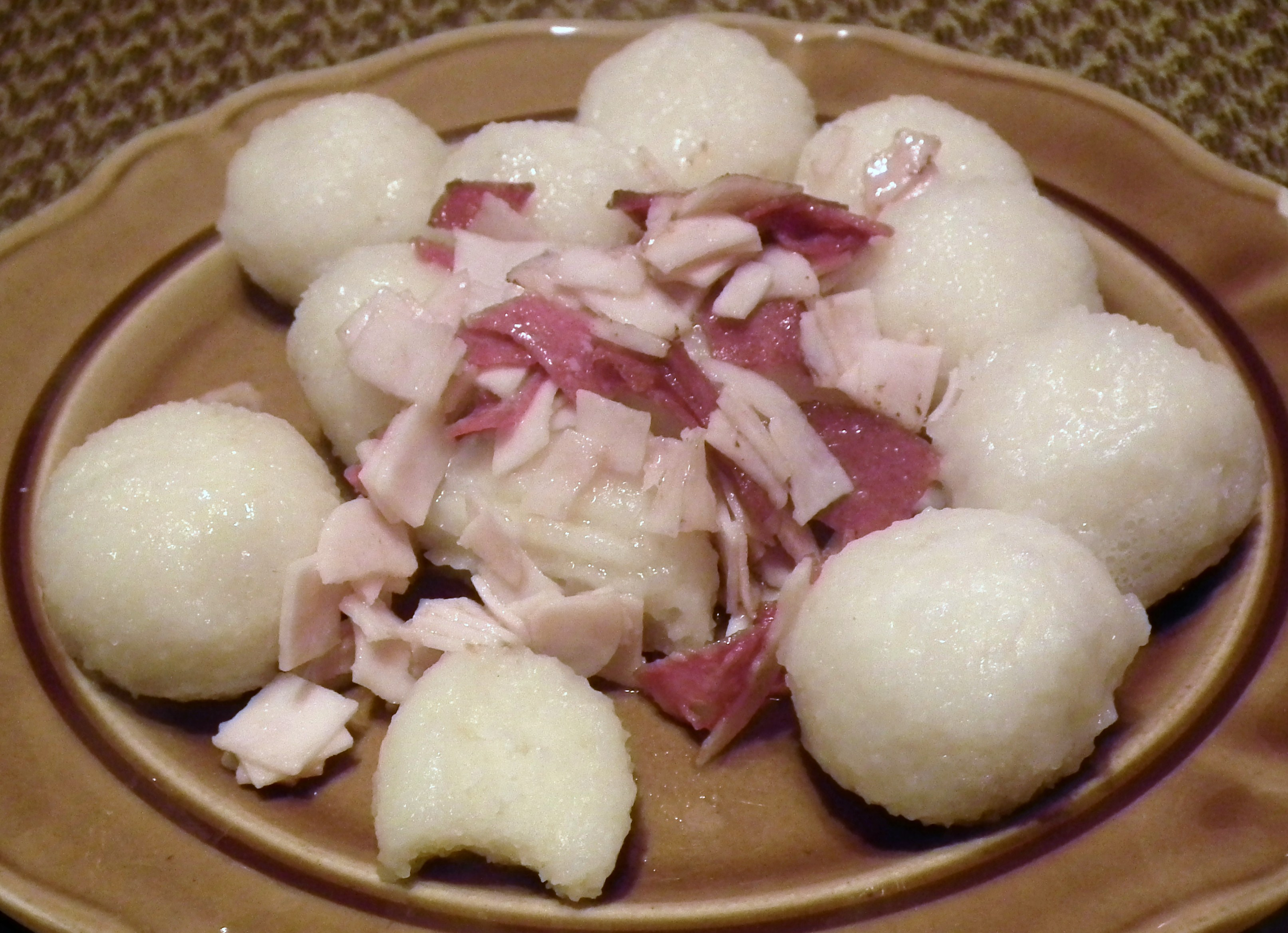
Pyzy ziemniaczane (bez nadzienia) podane z okrasą

Pyzy (l. poj. pyza) – potrawa kuchni polskiej (zwykle obiadowa) w postaci dużych klusek ziemniaczanych lub drożdżowych, przyrządzanych w sposób charakterystyczny dla kuchni regionalnych.

## Główne odmiany

### Pyzy ziemniaczane
Przygotowywane z ziemniaków (wyłącznie z tartych surowych lub łącząc gotowane i tarte surowe), względnie z dodatkiem mąki, jaj i soli, gotowane we wrzątku. O kształcie kulistym lub owalnym
Mogą stanowić indywidualne danie (polane np. stopioną słoniną, serwowane niekiedy z zasmażaną kapustą) lub być dodatkiem do duszonych mięs. Mogą być przygotowywane z farszem: mięsnym, twarogowym bądź grzybowym.
Potrawami z kategorii pyz ziemniaczanych są m.in. goły, kartacze, litewskie cepeliny i kluski śląskie.

### Pyzy drożdżowe
Przyrządzane z mąki, jaj, drożdży, mleka, masła, cukru i soli. Gotowane na parze (zob. pampuchy) lub w wodzie. W literaturze spotykane są także propozycje upieczenia pyz w piecu. W kuchni podhalańskiej znane są bombolki – pieczone drożdżowe kluski podawane z roztopionym masłem z miodem. W kuchni śląskiej zaś – buchty.